# خور انگار (منطقه)
خور انگار یک منطقهٔ مسکونی در جیبوتی است.